# Кабирия (филм)
„Кабирия“ (на италиански: Cabiria) е италиански пълнометражен ням игрален филм от 1914 г. на режисьора Джовани Пастроне. Един от най-ранните примери за „епичен“ филм и предобраз на жанра „пеплум“. Лентата е базирана на три литературни творби: историческия труд „От основаването на града“ на Тит Ливий, историческия роман „Саламбо“ на Гюстав Флобер и приключенския роман „Картаген в пламъци“ на Емилио Салгари. Действието се развива по време на Втората пуническа война (218–202 г. пр. Хр.) и проследвява приключенията на отвлечената дъщеря на сицилиански благородници с име Кабирия.
Сюжетът на филма за първи път предлага няколко паралелни истории на екран.

## Сюжет
Действието се развива в древна Сицилия, Картаген и Цирта по времето на [Втора пуническа война|Втората пуническа война]] (218–202 г. пр. Хр.).
Бато е неговата малка дъщеря Кабирия живеят в разкошно имение в Катания, разположен в подножието на вулкана Етна. Вулканът изригва и унищожава града. Кабирия е отвлечена, за да бъде пренесена в жертва на бог Молох в Картаген. После девойката попада в плен на пирати. Приключенията на главната героиня разкриват важни исторически събития, като например похода на Ханибал към Рим. 

## Продукция
Габриеле д’Анунцио си преписва заслугите за сценария, но той само пише субтитрите за филма.
В този филм за първи път е използван и измислен фарта.
Филмът е заснет в град Торино.

## Влияние
Във филма се появява ключов за киното персонаж на име Мачиста, който след това служи за база на редица мъжествени и героични персонажи. Ог там произлиза и думата „мачизъм“.
Според Мартин Скорсезе произведението на Пастроне изобретява епичния филм и заслужава признание за много от иновациите, често приписвани на Дейвид Уорк Грифит и Сесил Демил.